# Bleaberry Tarn
Der Bleaberry Tarn ist ein kleiner See im Lake District, Cumbria, England. Der See liegt oberhalb des Buttermere-Sees in einem von High Stile und Red Pike begrenzten Kar (engl./schottisch-gälisch corrie).
Der Sour Milk Gill ist der Ausfluss des Sees, der den steilen Berghang gerade hinunterfließt und den Buttermere-See genau an dessen nördlichem Ende trifft.